# Gary Tobian
Gary Tobian (Detroit, 14 de agosto de 1935) é um saltador estadunidense, campeão olímpico.

## Carreira
Ele competiu nos Jogos Olímpicos de Verão de 1960 em Roma e venceu a prova masculina de trampolim de 3 metros com a pontuação total de 170.00, conhecida na ocasião como springboard. Além disso, conseguiu a medalha de prata na plataforma nesta edição e na anterior, em Melbourne. Em 1978, foi introduzido no International Swimming Hall of Fame.